# Liste der Naturdenkmäler in Schnals
Die Liste der Naturdenkmäler in Schnals (italienisch Senales) enthält die 25 als Naturdenkmal ausgewiesenen Objekte auf dem Gebiet der Gemeinde Schnals in Südtirol.
Basis ist das im Internet einsehbare offizielle Verzeichnis der Naturdenkmäler in Südtirol (Stand: 23. Januar 2015). Dabei kann es sich um botanische, geologische oder hydrologische Naturdenkmäler handeln. Die Reihenfolge in dieser Liste orientiert sich an der ID, alternativ ist sie auch nach dem Namen sortierbar.

## Liste
| Foto |                 | Name                                           | Standort                     | Beschreibung                              |
| ---- | --------------- | ---------------------------------------------- | ---------------------------- | ----------------------------------------- |
| BW   | Datei hochladen | 1 Lärche ID: 090_G01                           | 46° 43′ 15″ N, 10° 51′ 27″ O | Botanisches Naturdenkmal: Lärche          |
| ja   | Datei hochladen | Finailsee ID: 090_G02                          | 46° 45′ 44″ N, 10° 48′ 51″ O | Hydrologisches Naturdenkmal: See          |
| ja   | Datei hochladen | Mastaunbachfall ID: 090_G03                    | 46° 43′ 3″ N, 10° 51′ 26″ O  | Hydrologisches Naturdenkmal: Wasserfall   |
| BW   | Datei hochladen | Seaber Lacke ID: 090_G04                       | 46° 44′ 2″ N, 10° 47′ 32″ O  | Hydrologisches Naturdenkmal: Weiher/Teich |
| BW   | Datei hochladen | Saxalber See ID: 090_G05                       | 46° 40′ 36″ N, 10° 54′ 7″ O  | Hydrologisches Naturdenkmal: See          |
| ja   | Datei hochladen | Penauder Seenplatte ID: 090_G06                | 46° 40′ 10″ N, 10° 50′ 24″ O | Hydrologisches Naturdenkmal: See          |
| ja   | Datei hochladen | Schwarze Lacke ID: 090_G07                     | 46° 43′ 6″ N, 10° 46′ 57″ O  | Hydrologisches Naturdenkmal: See          |
| BW   | Datei hochladen | Lazauner Moose ID: 090_G08                     | 46° 45′ 9″ N, 10° 45′ 40″ O  | Hydrologisches Naturdenkmal: Feuchtgebiet |
| BW   | Datei hochladen | Seen bei der Grubalm ID: 090_P01               | 46° 45′ 28″ N, 11° 0′ 24″ O  | Hydrologisches Naturdenkmal: Weiher/Teich |
| ja   | Datei hochladen | See südlich des Wilden Hutes ID: 090_P02       | 46° 44′ 16″ N, 10° 52′ 50″ O | Hydrologisches Naturdenkmal: Weiher/Teich |
| BW   | Datei hochladen | Wasserfall beim Eishof ID: 090_P03             | 46° 44′ 56″ N, 10° 58′ 27″ O | Hydrologisches Naturdenkmal: Wasserfall   |
| BW   | Datei hochladen | Wasserfall bei der Rableidalm ID: 090_P04      | 46° 45′ 8″ N, 10° 57′ 26″ O  | Hydrologisches Naturdenkmal: Wasserfall   |
| BW   | Datei hochladen | Wasserfall südlich des Grafferners ID: 090_P05 | 46° 44′ 58″ N, 10° 53′ 31″ O | Hydrologisches Naturdenkmal: Wasserfall   |
| BW   | Datei hochladen | Wasserfall südlich des Grafferners ID: 090_P06 | 46° 44′ 59″ N, 10° 53′ 2″ O  | Hydrologisches Naturdenkmal: Wasserfall   |
| BW   | Datei hochladen | Wasserfall bei Nassereith ID: 090_P07          | 46° 43′ 19″ N, 10° 56′ 2″ O  | Hydrologisches Naturdenkmal: Wasserfall   |
| BW   | Datei hochladen | Kessel Ferner ID: 090_P08                      | 46° 45′ 56″ N, 11° 0′ 54″ O  | Hydrologisches Naturdenkmal: Gletscher    |
| BW   | Datei hochladen | Pfosser Ferner ID: 090_P09                     | 46° 46′ 20″ N, 10° 55′ 18″ O | Hydrologisches Naturdenkmal: Gletscher    |
| ja   | Datei hochladen | Graf- oder Stock Ferner ID: 090_P10            | 46° 45′ 32″ N, 10° 53′ 16″ O | Hydrologisches Naturdenkmal: Gletscher    |
| BW   | Datei hochladen | Westlicher Texel Ferner ID: 090_P11            | 46° 43′ 37″ N, 10° 58′ 17″ O | Hydrologisches Naturdenkmal: Gletscher    |
| BW   | Datei hochladen | Texel Ferner ID: 090_P12                       | 46° 43′ 38″ N, 10° 58′ 43″ O | Hydrologisches Naturdenkmal: Gletscher    |
| BW   | Datei hochladen | Rotwand Ferner ID: 090_P13                     | 46° 44′ 2″ N, 10° 59′ 5″ O   | Hydrologisches Naturdenkmal: Gletscher    |
| BW   | Datei hochladen | Klein Trüb Ferner ID: 090_P14                  | 46° 44′ 17″ N, 10° 59′ 27″ O | Hydrologisches Naturdenkmal: Gletscher    |
| BW   | Datei hochladen | Nördlicher Trüb Ferner ID: 090_P15             | 46° 44′ 21″ N, 10° 59′ 44″ O | Hydrologisches Naturdenkmal: Gletscher    |
| BW   | Datei hochladen | Schrottner Ferner ID: 090_P16                  | 46° 44′ 27″ N, 11° 0′ 28″ O  | Hydrologisches Naturdenkmal: Gletscher    |
| ja   | Datei hochladen | Östlicher Pfosser Ferner ID: 090_P17           | 46° 44′ 51″ N, 11° 1′ 44″ O  | Hydrologisches Naturdenkmal: Gletscher    |

| Foto: | Fotografie des Naturdenkmals. Klicken des Fotos erzeugt eine vergrößerte Ansicht. Daneben finden sich zwei Symbole: |
| ID    | Identifikator bei der Abteilung Natur, Landschaft und Raumentwicklung der Südtiroler Landesverwaltung               |